# Väinö Siikaniemi
Väinö Villiam Siikaniemi (født 27. marts 1887, død 24. august 1932) var en finsk journalist, forfatter og atlet, som deltog i OL 1912 i Stockholm.

## Sportskarriere
Siikaniemi stillede op i begge spydkastkonkurrencer ved OL 1912. I normal spydkast blev han nummer fem, hvorpå han i den udgave, hvor der blev kastet med begge hænder (denne disciplin blev kun afholdt ved dette OL), kastede 101,13 m som næstbedste i kvalifikationsrunden. Planen var, at de tre bedste skulle kaste igen i en finale, men da de tre bedste alle var fra Finland, blev de enige om at lade resultatet fra indledende runde gælde, og det blev godkendt. Olympisk mester blev dermed Julius Saaristo, der kastede 109,42 m, mens Siikaniemi fik sølv og Urho Peltonen bronze med 100,24 m.
Hans bedste resultat i normal spydkast var 54,09 m, som han kastede i 1912 (ikke ved OL).

## Øvrige karriere
Siikaniemi var cand.phil. i naturvidenskab med speciale i kemi og arbejdede en periode som lærer. Derefter sadlede han om og begyndte at arbejde som journalist og causør, og her havde han særlig fokus på musik.
I 1920'erne, hvor der i Finland brød en sand grammofonfeber ud, begyndte han at skrive sangtekster, hvoraf flere blev indspillet og opnåede en pæn popularitet. Det gjaldt fx sangen "Emma", der blev indspillet i en række udgaver, og "Asfaslttikukka" ("Asfaltblomsten").
Han var gift med sangerinden Olga Siikaniemi.